# Stunder av lycka (film, 1979)
Stunder av lycka (franska: Clair de femme) är en fransk-italiensk-tysk dramafilm från 1979 i regi av Costa-Gavras.
Filmen är baserad på Romain Garys roman Clair de femme.

## Rollista i urval
- Yves Montand - Michel Follin
- Romy Schneider - Lydia Tovalski
- Romolo Valli - Galba
- Lila Kedrova - Sonia Tovalski
- Heinz Bennent - Georges
- Roberto Benigni - bartendern
- Dieter Schidor - Sven Svensson
- Catherine Allégret - den prostituerade
- Daniel Mesguich - kommissarie  Curbec
- Jean Reno - polisen